# 브누아 마지멜
브누아 마지멜(Benoît Magimel, 1974년 5월 11일 ~ )은 프랑스의 배우이다. 미하엘 하네케 감독의 《피아니스트》(2001)로 2001년 칸 영화제 남우주연상을 수상하였다. 《말로니의 두 번째 이야기》(2015)로 제41회 세자르상 남우조연상을, 《피스풀》(2021)로 제47회 세자르상 남우주연상을, 《퍼시픽션》(2022)으로 제48회 세자르상 남우주연상을 수상했다.

## 출연 작품

### 영화
- 증오 (1995)
- 도둑들 (1996, Les Voleurs)
- 왕의 춤 (2000)
- 피아니스트 (2001)
- 네스트 (2002)
- 악의 꽃 (2003)
- 크림슨 리버 2 - 요한 계시록의 천사들 (2004)
- 신부 들러리 (2004)
- 둘로 잘린 소녀 (2007)
- 친밀한 적 (2007)
- 프렌즈: 하얀 거짓말 (2010)
- 스페셜 포스 (2011)
- 끌로끌로 (2012)
- 프렌치 커넥션: 마약수사 (2014)
- 말로니의 두 번째 이야기 (2015)
- 아망떼 (2020)
- 피스풀 (2021, De son vivant)
- 퍼시픽션 (2022, Pacifiction : Tourment sur les Îles)
- 파리 메모리즈 (2022)
- 프렌치 수프 (2023)

### 텔레비전
- 마르세유 (2016-18)